# Sydney Tamiia Poitier

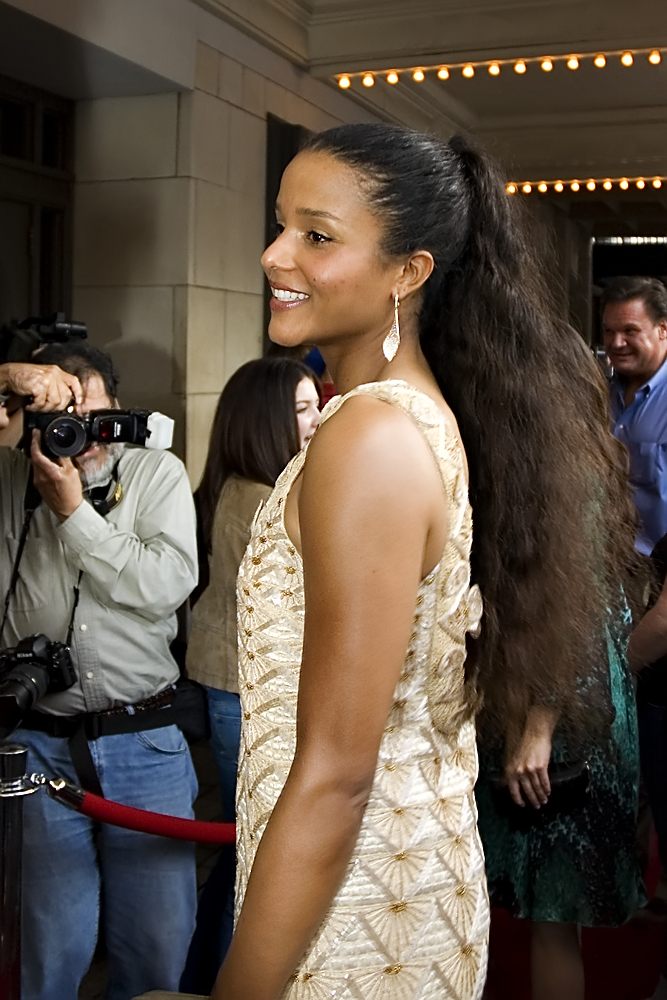
Sydney Tamiia Poitier bei der Premiere zu Grindhouse in Austin (2007)

Sydney Tamiia Poitier (* 15. November 1973 in Los Angeles) ist eine US-amerikanische Schauspielerin. Bekannt wurde sie durch ihre Rolle in Quentin Tarantinos Death Proof – Todsicher.

## Leben
Sydney Tamiia Poitier, die Tochter des Schauspielers Sidney Poitier und der kanadischen Schauspielerin Joanna Shimkus, wuchs als jüngste von sechs Schwestern, darunter vier Halbschwestern, in Los Angeles auf. Sie studierte Schauspiel an der New York University Tisch School of the Arts, an der sie auch ihren Abschluss machte.

## Karriere
Poitier spielte ihre erste Rolle 1998 in dem Independent-Film Park Day. Nach einigen kleineren Auftritten erhielt sie als Riley Kessler eine Hauptrolle in der Fernsehserie First Years. Die Serie wurde jedoch bereits nach neun Folgen abgesetzt.
In der ebenfalls kurzlebigen (zehn Folgen) Serie Abby spielte Poitier 2003 die titelgebende Hauptfigur Abby Newman. Es folgte eine wiederkehrende Rolle als Rebecca Askew in der Serie Die himmlische Joan. 2004 gehörte sie für sieben Folgen zur Hauptbesetzung der ersten Staffel der hochgelobten Serie Veronica Mars, in der sie die Journalismus-Lehrerin Mallory Dent spielte. Ihre Rolle wurde jedoch aufgrund von Budgetbegrenzungen gestrichen. Weitere Auftritte hatte Poitier in Filmen wie Snoop Doggs Hood of Horror.
In Quentin Tarantinos Death Proof – Todsicher, Teil des Double Features Grindhouse, spielte sie neben Kurt Russell, Vanessa Ferlito und Jordan Ladd als Radiomoderatorin Jungle Julia. Ab 2008 war sie in Knight Rider, der Neuauflage der klassischen Serie, als FBI-Agentin Carrie Rivai zu sehen. 2011 trat Poitier wiederkehrend in der Serie Private Practice auf. Von 2018 bis 2019 hatte sie eine Hauptrolle in der Fernsehserie Carter.

## Filmografie (Auswahl)
- 1998: Park Day
- 1999: Ein wahres Verbrechen (True Crime)
- 1999: Arche Noah – Das größte Abenteuer der Menschheit (Noah’s Ark, Fernsehfilm)
- 2001: First Years (Fernsehserie, neun Folgen)
- 2003: Abby (Fernsehserie, zehn Folgen)
- 2003–2004: Die himmlische Joan (Joan of Arcadia, Fernsehserie, acht Folgen)
- 2004: Veronica Mars (Fernsehserie, sieben Folgen)
- 2005: Nine Lives
- 2006: Hood of Horror
- 2006: Grey’s Anatomy (Fernsehserie, Folge 2x25)
- 2007: Death Proof – Todsicher (Grindhouse: Death Proof)
- 2008: Knight Rider – K.I.T.T. in Gefahr! (Knight Rider, Fernsehfilm)
- 2008–2009: Knight Rider (Fernsehserie, Folge 1x01–1x11)
- 2011: Supah Ninjas (Fernsehserie, Folge 1x02)
- 2011: Private Practice (Fernsehserie, zwei Folgen)
- 2012: Kendra (Webserie, fünf Folgen)
- 2012: Hawaii Five-0 (Fernsehserie, Folge 3x06)
- 2014: Chicago P.D. (Fernsehserie, sieben Folgen)
- 2015: Too Late
- 2017: Clinical
- 2018–2019: Carter (Fernsehserie, 20 Folgen)
- 2018: Homecoming (Fernsehserie, vier Folgen)